# Gunung Midangan
Gunung Midangan är ett berg i Indonesien.   Det ligger i provinsen Jawa Tengah, i den västra delen av landet, 300 km öster om huvudstaden Jakarta. Toppen på Gunung Midangan är 1 029 meter över havet, eller 509 meter över den omgivande terrängen. Bredden vid basen är 21,3 km.
Terrängen runt Gunung Midangan är huvudsakligen kuperad. Runt Gunung Midangan är det tätbefolkat, med 762 invånare per kvadratkilometer. Närmaste större samhälle är Wonosobo, 19,1 km nordost om Gunung Midangan. I omgivningarna runt Gunung Midangan växer i huvudsak städsegrön lövskog.